# 叉尾翠蜂鸟
叉尾翠蜂鳥（学名：Cynanthus canivetii），也称卡氏翠蜂鸟，是雨燕目蜂鸟科的一种鸟类。
叉尾翠蜂鸟体重约2.6克，翼长约46.8毫米，嘴峰长约15.4毫米，喙宽度约1.9毫米，喙厚度约1.8毫米，跗蹠长约3.3毫米，尾长约29.2毫米。叉尾翠蜂鸟在其分布区内为留鸟，其栖息在半开放的高大树木组成的森林中，食性为草食性，主要食物来源是植物的花蜜。

## 亚种
- ：分布于墨西哥东南部至伯利兹、危地马拉北部和尼加拉瓜。
- ：分布于墨西哥东南部恰帕斯州至洪都拉斯。
- ：分布于哥斯达黎加西北部太平洋沿岸。[4]